# Emarginata
Emarginata är ett fågelsläkte i familjen flugsnappare inom ordningen tättingar. Släktet omfattar tre arter som förekommer i södra Afrika från sydvästra Angola till södra Sydafrika:
- Kapskvätta (E. sinuata)
- Karrooskvätta (E. schlegelii)
- Traktrakskvätta (E. tractrac)

Arterna i släktet ingick tillsammans med flera andra i släktet Cercomela. De övriga placeras nu oftast bland stenskvättorna i Oenanthe och i det egna släktet Pinarochroa efter genetiska studier som visade att Cercomela-skvättorna inte var varandras närmaste släktingar.